# Jacques Marie Boutet

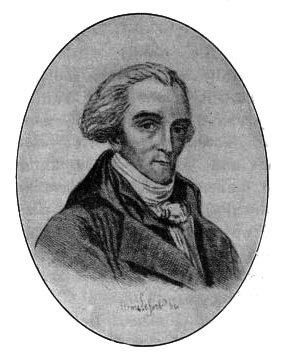
Porträt Jacques Marie Boutets

Jacques-Marie Boutet de Monvel, nur Monvel genannt (* 25. März 1745 in Lunéville; † 13. Februar 1812 in Paris), war ein französischer Schauspieler und Dramatiker.

## Karriere
Monvels Vater war erst Musiker am Hof des im Exil lebenden polnischen Königs Stanislaus I. Leszczyński in Lunéville und später auch Schauspieler an der Comédie-Française. Monvel verlebte deshalb seine Kindheit und Jugend am Hof des polnischen Königs, von dem er für seine Ausbildung ein Stipendium erhielt. Der Beginn seiner Bühnenkarriere war in der Provinz, er bekam aber recht schnell den Ruf an die Comédie, an der er im Jahr 1770 debütierte. Seine schauspielerische Fähigkeiten waren unbestreitbar, jedoch sein Äußeres, geringe Körpergröße, hagere Gestalt und ein schmales längliches Gesicht, forderten ein einfühlsames und intelligentes Spiel, mit dem er selbst François-René Molé Konkurrenz machte. Nach etwa zehn Jahren der Karriere, im Jahr 1781, verließ Monvel wegen einer sexuellen Verfehlung heimlich Paris. Er wandte sich Schweden zu, wo er am Hofe Gustavs III. dessen persönlicher Vorleser wurde und auch das französische Theater leitete, wofür er vom König 20.000 Livres erhielt. 
Kurz vor der Revolution kehrte er 1788 nach Paris zurück, wo er zunächst am Théâtre des Variétés-Amusantes ein Engagement bekam und auch an der Opéra-Comique. Schließlich schloss er sich einigen ehemaligen Schauspielkollegen wie Dugazon und Rose Vestris an und wechselte an den Salle Richelieu, in dem das Ensemble des Théâtre de la République spielte.
Im neu gegründeten Pariser Konservatorium wurde er 1795, als einer der ersten, Lehrer für Musik und Deklamation und er begann zahlreiche Dramen und Libretti zu verfassen. Wie selbstverständlich wurde Monvel 1799 bei der Neugründung der Comédie ins Ensemble aufgenommen, in dem er noch bis 1806 spielte. Geschwächt und von Demenz gezeichnet nahm er seinen Abschied und an einer, ihm zu Ehren angesetzten, Abschiedsvorstellung im Jahr 1811 konnte er bereits nicht mehr teilnehmen.

## Privatleben
Im Jahr 1768 wurde vor einem Marseiller Gericht die Ehe mit Jeanne Michelet festgestellt. Dann ist über Monvel ist bekannt, dass er eine Liaison mit seiner Schauspielkollegin Jeanne-Marguerite Salvetat, genannt Madame Mars, hatte. Die beiden bekamen eine Tochter, die Schauspielerin Mademoiselle Mars. Weiterhin, dass er in Schweden die Schauspielerin Catherin Leriche-Cléricourt geheiratet hatte, mit der er zwei Kinder hatte.